# 麥克納布角
66°56′S 163°14′E / 66.933°S 163.233°E
麥克納布角是南極洲的海岬，位於巴雷尼群島的巴克爾島南端，海拔高度350米，在1839年由英國捕鯨船發現，現時由南極條約體系管理。